# Голубовщина (Черниговская область)
Голубовщина (укр. Голубівщина) — посёлок в Корюковском районе Черниговской области Украины. Население 5 человек. Занимает площадь 0,074 км².
Код КОАТУУ: 7422487902. Почтовый индекс: 15321. Телефонный код: +380 4657.

## Власть
Орган местного самоуправления — Рыбинский сельский совет. Почтовый адрес: 15321, Черниговская обл., Корюковский р-н, с. Рыбинск, ул. Зелёная, 37.